# Sân bay El Embrujo
Sân bay El Embrujo (IATA: PVA, ICAO: SKPV) là một sân bay ở đảo Providencia, Colombia. Sân bay này có 1 đường băng dài 1168 m bề mặt nhựa đường. Năm 2007, sân bay này đã phục vụ 58.678 lượt khách, 555 tấn hàng với 4.309 lượt chuyến.

## Các hãng hàng không và các tuyến bay
Hiện có các hãng hàng không sau đang hoạt động ở sân bay này:
- SATENA (San Andrés)